# Elsaß-Lothringische A 3
Die Dampflokomotiven der Reihe A 3 wurden von den Reichseisenbahnen in Elsaß-Lothringen 1871 beschafft. 1906 wurden sie in die Gattung P 2 eingeordnet.

## Geschichte
Mit der Übernahme des Streckennetzes in Elsaß-Lothringen war der Erwerb von Lokomotiven und Wagen erforderlich, da die Franzosen alle Fahrzeuge abgezogen hatten.
Von der Wiener Lokomotivfabrik G. Sigl erwarb man acht Lokomotiven, die für die Alföld-Fiumaner-Eisenbahn vorgesehen waren und dort die Nummern 35 bis 40 sowie 39 und 40 in Zweitbesetzung erhalten sollten. Bei den Reichseisenbahnen gab man ihnen die Bahnnummern 18 bis 25 sowie die Namen von süd- und mitteldeutschen Flüssen. Eingesetzt wurden die Lokomotiven im Personenzugverkehr. Die Umnummerierung 1906 erlebten nur noch zwei Lokomotiven, die aber auch bis 1907 ausgemustert wurden.

## Konstruktive Merkmale
Bei den Lokomotiven handelte es sich um eine damals übliche österreichische Konstruktion. Die Maschinen besaßen einen Außenrahmen und einen sehr tiefliegenden dreischüssigen Kessel. Der Dampfdom befand sich auf dem vordersten Kesselschuss direkt hinter dem Schornstein. Der Stehkessel hing mit seiner Feuerbüchse weit hinten über.
Das Zweizylinder-Nassdampftriebwerk mit Allan-Steuerung war außenliegend. Die Treibstange wirkte auf die erste Kuppelachse. Die Verbindung der Treibachsen erfolgte mit einer Hallschen Kurbel.
Die Federung erfolgt durch über den Achslagern befestigte Blattfederpakete. Die Federn der Kuppelachsen waren mittels Ausgleichhebel verbunden.
Der mit einer Spindelbremse versehene dreiachsige Tender war ebenfalls österreichischer Bauart. Er fasste 8,5 m³ Wasser und 4 t Kohle.